# Umzimkhulu (gmina)
Umzimkhulu – gmina w Republice Południowej Afryki, w prowincji KwaZulu-Natal, w dystrykcie Sisonke. Siedzibą administracyjną gminy jest Umzimkhulu.